# Nou Atos
Nou Atos (Афон Ҿыц, Afon Ch'yts en abkhaz; ახალი ათონი, Akhali Atoni en georgià; Новый Афон, Novy Afon en rus; Νέος Άθως, Neos Athos en grec) és una ciutat i municipi del districte de Gudauta, a Abkhàzia. És un important centre religiós i turístic.

## Geografia

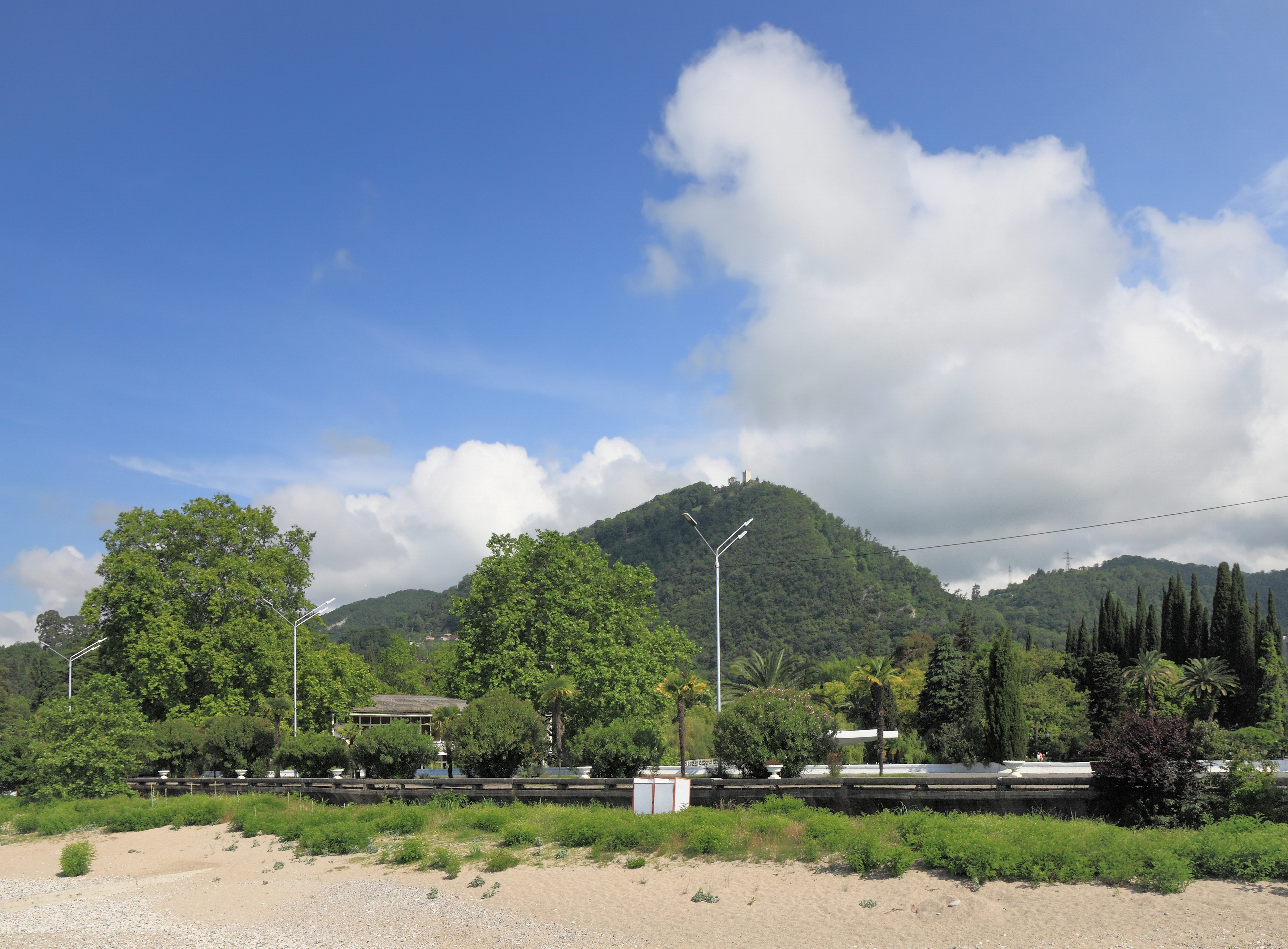
Mont Ibèria

La ciutat de Nou Atos es troba localitzada entre les costes de la mar Negra i el mont Ibèria. Nou Atos es troba a 17 quilòmetres de distància de Gudauta, la capital del districte; a 22 quilòmetres de Sukhumi, la capital d'Abkhàzia i a 84 quilòmetres de la frontera amb Rússia al poble de Vessióloie, al krai de Krasnodar, prop de la ciutat de Sotxi. La Cova de Nou Atos, una cova càrstica, es troba al municipi homònim, sota el mont Ibèria.

## Història

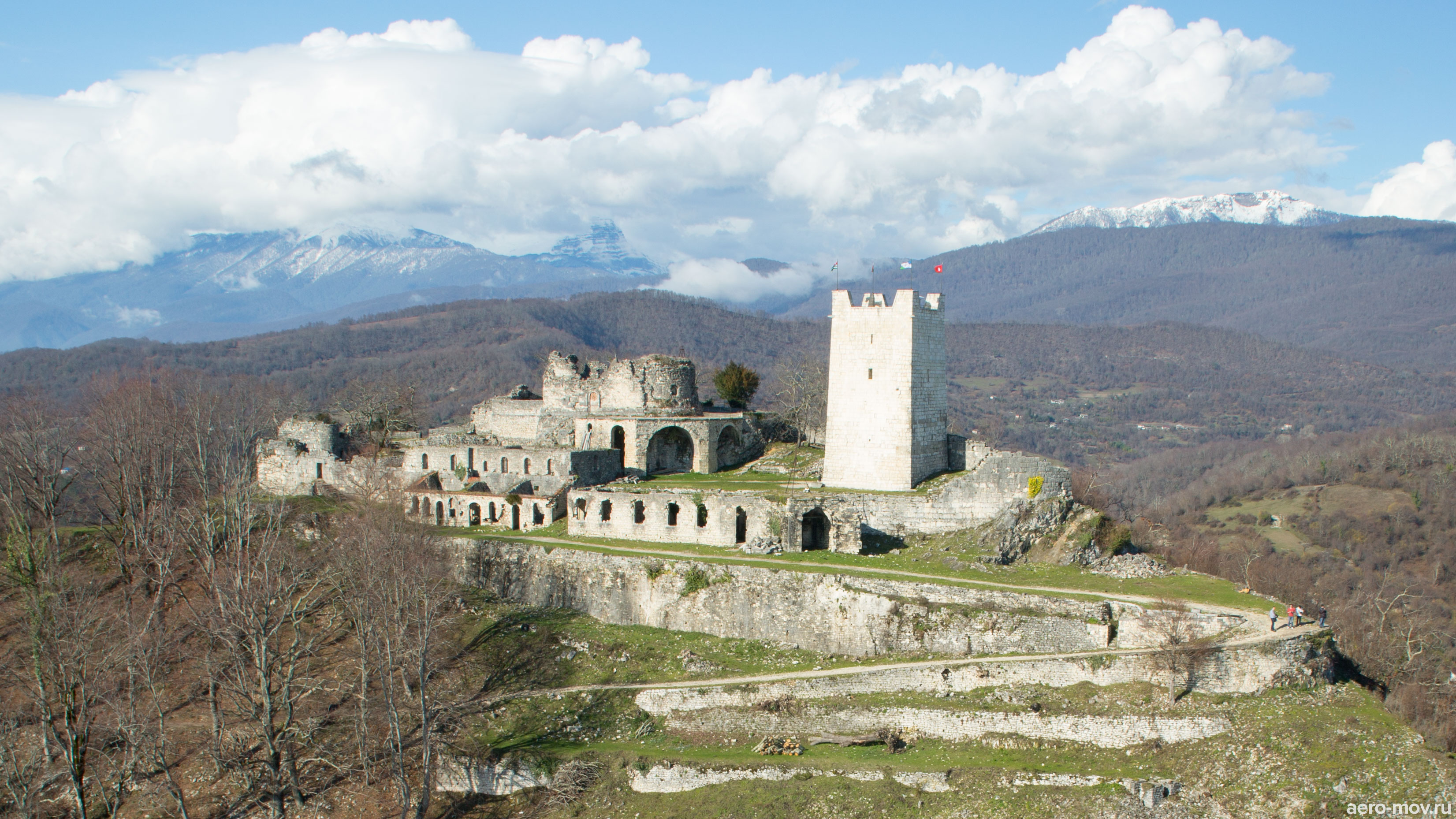
Fort d'Anacopia

Les excavacions al fort d'Anacopia, localitzat a les muntanyes del municipi, demostren el funcionament d'aquesta entre els segles Vé i XIIé, tot i que alguns arqueòlegs han datat les construccions defensives del segle VIIé. Anacopia ha estat sovint associada amb el fort de Tracheia esmentat per Procopi. Inicialment, Anacopia fou la capital del Principat d'Abkhàzia, un estat de l'òrbita de l'Imperi Romà d'Orient, i posteriorment del Regne d'Abkhàzia després que l'Arcont Lleó II d'Abkhàzia s'auto-declarara Rei a finals del segle VIIIé. Després d'això, la capital reial va passà a ser Kutaisi. Anacopia fou cedida l'any 1033 a l'Imperi Romà d'Orient per Demetri d'Anacopia, però fou repressa pels georgians l'any 1072 juntament amb la resta de territoris reconquerits després de la derrota de l'imperi a la batalla de Mantziciert contra els seljúcides. D'acord amb la tradició, Simó el Zelota va morir a Abkhàzia després d'haver arribat com a missionàri i està soterrat a l'antiga Nicopsis. Les seues restes foren traslladades a Anacopia entre els segles xiv i xv.

## Administració

### Alcaldes
- Vitali Smyr (1995-2003)
- Feliks Dautia (2003-present)

## Transport

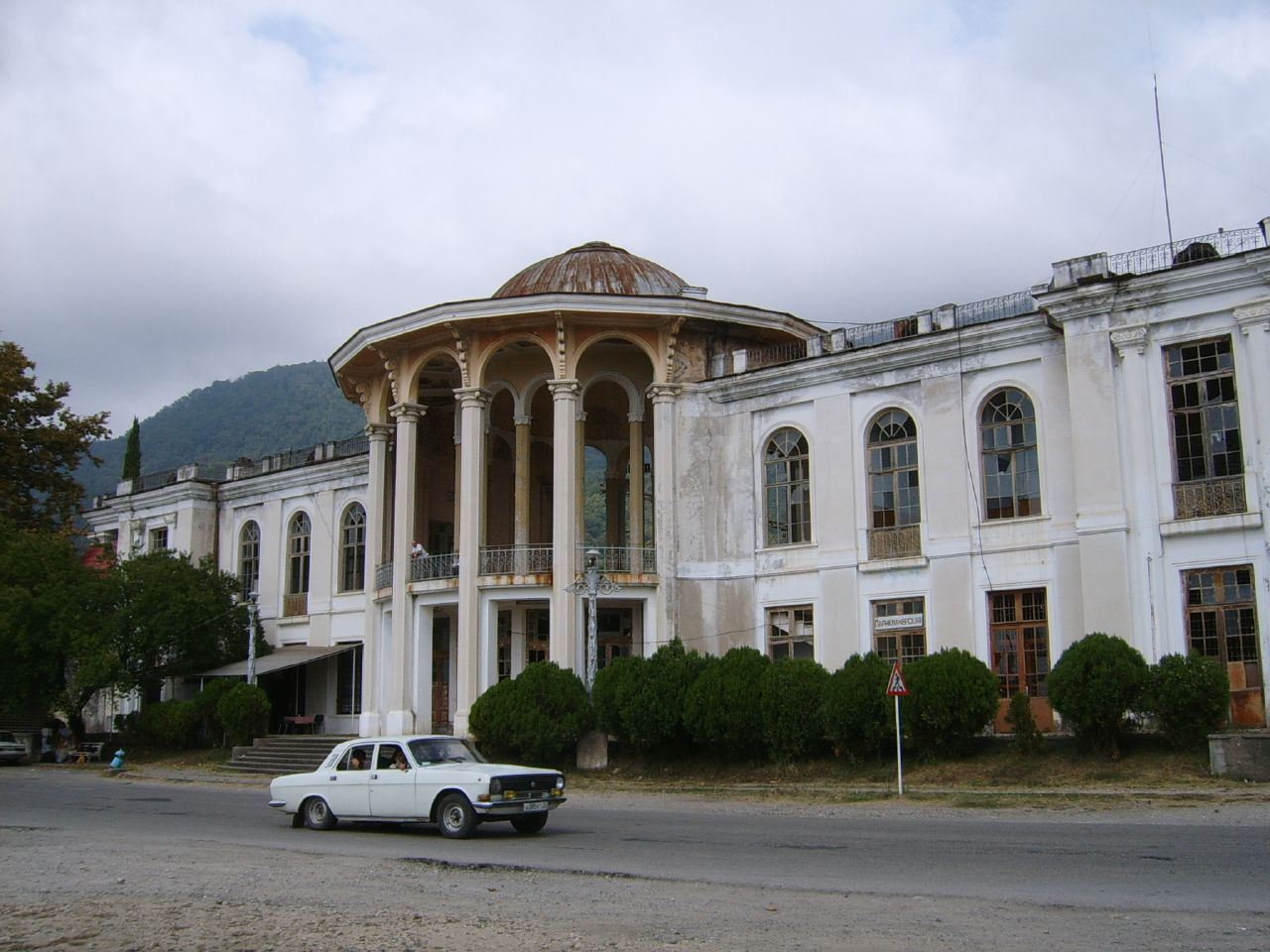
Estació de Nou Atos

### Ferrocarril
- Ferrocarrils Abkhazos
  - Novi Afon - Psyrtskha
- Metro de Nou Atos[5]
  - Entrada - Apsny - Anakopiya

## Agermanaments
- Sérguiev Possad, óblast de Moscou, Rússia. (2007)
- Sarov, óblast de Nijni Nóvgorod, Rússia. (2007)
- Riazan, óblast de Riazan, Rússia. (2008)
- Arzamàs, óblast de Nijni Nóvgorod, Rússia. (2013)